# 川滇木莲
川滇木莲（学名：Manglietia duclouxii）为木兰科木莲属下的一个种。

## 扩展阅读
- 維基物種上的相關：川滇木莲